# Leland Benham
Pour les articles homonymes, voir Benham.
Leland Benham est un acteur américain né le 20 septembre 1905 à Boston, Massachusetts (États-Unis), mort le 26 septembre 1976 à Boynton Beach (États-Unis).

## Filmographie
- 1912 : On Probation
- 1912 : Nursie and the Knight : The Rich Little Boy
- 1912 : But the Greatest of These Is Charity
- 1912 : In a Garden : Jack, amour d'enfance de miss May
- 1912 : The Ladder of Life
- 1912 : Cross Your Heart : The Little Boy
- 1913 : King René's Daughter
- 1913 : A Clothes-Line Quarrel
- 1913 : Their Great Big Beautiful Doll
- 1913 : Jack and the Beanstalk
- 1914 : Coals of Fire
- 1914 : The Success of Selfishness
- 1914 : The Skating Master
- 1914 : The Desert Tribesman
- 1914 : Guilty or Not Guilty
- 1914 : His Reward
- 1914 : The Strategy of Conductor 786
- 1914 : A Mohammedan Conspiracy
- 1914 : A Gentleman for a Day
- 1914 : The Butterfly Bug
- 1914 : In Peril's Path
- 1914 : A Dog's Good Deed
- 1914 : Sid Nee's Finish
- 1915 : Helen Intervenes
- 1915 : His Sister's Kiddies
- 1915 : Just Kids
- 1915 : Big Brother Bill
- 1915 : The Refugee
- 1915 : The Six-Cent Loaf
- 1915 : Through Edith's Looking Glass
- 1915 : The Two Cent Mystery
- 1915 : Which Shall It Be?
- 1915 : The Stolen Anthurium
- 1915 : Milestones of Life : William Hallet, as a child
- 1915 : A Plugged Nickel
- 1915 : The Crogmere Ruby
- 1915 : Snapshots
- 1915 : A Perplexing Pickle Puzzle
- 1915 : The Spirit of Audubon
- 1915 : The Little Captain of the Scouts : Girl's Brother
- 1916 : The Path of Happiness : Little Grekko
- 1916 : The Kiddies' Kaptain Kid